# Adrien Broner
Adrien Jerome Broner (* 28. Juli 1989 in Cincinnati, Ohio) ist ein US-amerikanischer Profiboxer, ehemaliger Weltmeister der WBO im Superfedergewicht, ehemaliger Weltmeister der WBC im Leichtgewicht, ehemaliger Weltmeister der WBA im Weltergewicht und ehemaliger Weltmeister der WBA im Halbweltergewicht.

## Boxkarriere
Adrien Broner begann im Alter von sechs Jahren mit dem Boxsport und gewann 300 von 319 Amateurkämpfen. In den Jahren 2002 und 2003, wurde er jeweils Silver Gloves Champion und gewann 2005 eine Bronzemedaille bei den National Junior Olympics.
2008 wechselte er ins Profilager und steht bei Golden Boy Promotions unter Vertrag. Bis Anfang 2011 bestritt er eine Reihe von Aufbausiegen gegen Boxer wie Fernando Quintero (7-0), William Kickett (15-1), Rafael Lora (11-2) und Guillermo Sánchez (11-1). Dabei wurde er im Juni 2010 Interkontinentaler Jugendmeister der WBC und im Januar 2011 US-Meister der WBC.
Am 5. März 2011 besiegte er Daniel Ponce de León (41-2) einstimmig nach Punkten und wurde dadurch Interkontinentaler Meister der WBO im Superfedergewicht. Am 18. Juni 2011 besiegte er Jason Litzau (28-2) durch t.K.o. in der ersten Runde und erhielt anschließend eine WM-Titelchance der WBO gegen Vicente Martin Rodriguez (34-2). Diesen besiegte er am 26. November 2011 in Cincinnati durch K. o. in der dritten Runde.
Nach einem t.K.o.-Sieg in der vierten Runde gegen Eloy Pérez (23-0) und einem t.K.o.-Sieg in der fünften Runde gegen Vicente Escobedo (26-3) stieg er ins Leichtgewicht auf. Dort gewann er am 17. November 2012 in Atlantic City durch t.K.o. in der achten Runde gegen Antonio DeMarco (28-2) den WM-Titel der WBC. Diesen verteidigte er erstmals am 16. Februar 2013 gegen den britischen Europameister Gavin Rees (37-1), durch Aufgabe seines Gegners nach der fünften Runde.
Am 22. Juni 2013 besiegte er Paul Malignaggi (32-4) nach Punkten. Er gewann damit die Weltmeisterschaft der WBA im Weltergewicht, die er schon am 14. Dezember 2013 gegen Marcos Maidana (34-3) wieder verlor. Im Mai 2014 gewann er nach Punkten gegen Carlos Molina (17-1). Am 7. September gewann „The Problem“ nach Punkten gegen Emmanuel Taylor (18-2). Im März 2015 siegte er nach Punkten gegen John Molina junior (27-5). Im Juni 2015 verlor er einstimmig nach Punkten gegen Shawn Porter (25-1), gewann jedoch im Oktober 2015 vorzeitig gegen Chabib Allachwerdiew (19-1). Dadurch wurde er erneut WBA-Weltmeister.
Im April 2016 besiegte er Ashley Theophane (39-6). Im Juli 2017 verlor er einstimmig gegen Miguel Ángel García (36-0). Gegen Jessie Vargas (28-2) erreichte er im April 2018 ein Unentschieden.
Am 19. Januar 2019 verlor er in Las Vegas im MGM Grand vor 13.000 Zuschauern einstimmig (111-117, 112-116, 112-116) einen Kampf um den WBA-Weltmeistertitel im Weltergewicht gegen den 40-jährigen philippinischen Titelverteidiger Senator Manny Pacquiao, der von Anfang an dominierte.

## Sonstiges
Nach einem Sieg führt er stets einen eigenwilligen Tanz, von ihm selbst Mr Miyagi genannt, auf. Eine weitere Besonderheit ist das scheinbar ständige Kämmen seiner Haare vor und nach Kämpfen.
Eine seiner bekanntesten Aussagen tätigte er im Anschluss-Interview nach seinem Sieg gegen Eloy Pérez; Listen, Man, they call me „The Problem“, but you can Call me the „CAN-man“, ´cause anybody can get some, Mexi-CANs, Afri-CANS, Ameri-CANs, even Republi-CANS". Nach seinem Sieg gegen Molina im Mai 2014 ließ er sich noch im Ring zu der Aussage I am still Adrien „The Problem“ Broner, the CAN-man, anybody can get it, Afri-CANS, I Just Beat the Fuck Out of a Mexican hinreißen und wurde wenige Tage später vom Weltverband World Boxing Council wegen des Verdachts auf einen rassistischen Hintergrund dieser Aussage auf unbestimmte Zeit gesperrt.
Adrien Broner lebt in Cincinnati und ist Vater von vier Kindern.